# Les Lettres de Capri

Les Lettres de Capri (Le lettere da Capri) est un roman  de l'écrivain italien Mario Soldati publié pour la première fois par les éditions Garzanti en 1954 et lauréat du prix Strega la même année.

## Synopsis
L'intrigue se situe à Rome et à Capri.

## Traductions en langue française
- Les Lettres de Capri, Paris, éditions Plon, « Feux croisés », 1956 ; réédition, Paris, Livre de poche no 5035, 1977
- Parution sous le même titre dans une traduction inédite de Nathalie Bauer, Paris, éditions Autrement, « Littératures », 1996 ; réédition, Paris, Livre de poche no 15433, 2003